# Ernst Mally
Ernst Mally (pronunciación en alemán: /ˈmali/; 11 de octubre de 1879 - 8 de marzo de 1944) fue un filósofo austriaco afiliado a la llamada Escuela de Graz de psicología fenomenológica. Alumno de Alexius Meinong, fue uno de los fundadores de la  lógica deóntica y es principalmente conocido por sus contribuciones en ese campo de investigación.

## Biografía
Mally nació en la ciudad de Kranj (en alemán: Krainburg) en el Ducado de Carniola, Austria-Hungría (ahora Eslovenia). Su padre era de origen  esloveno, pero se identificó con la cultura alemana austriaca (también germaniza la ortografía de su apellido, originalmente escrito Mali, un apellido esloveno común de Carniola superior). Después del fallecimiento de su padre, la familia se mudó a la capital de Carnolia, Ljubljana (en alemán: Laibach). Allí, Ernst asistió al prestigioso  Ljubljana German language Gymnasium. Ya a una edad temprana, Mally se convirtió en un ferviente partidario del movimiento nacionalista panalemán de Georg von Schönerer. Al mismo tiempo, desarrolló un interés por la filosofía.
En 1898, se matriculó en la Universidad de Graz, donde estudió filosofía bajo la supervisión de Alexius Meinong, así como física y matemáticas, especializándose en lógica formal. Se graduó en 1903 con una tesis titulada  Untersuchungen zur Gegenstandstheorie des Messens  (Investigaciones en la teoría de los objetos de la medición). En 1906 comenzó a enseñar en una escuela secundaria en Graz, al mismo tiempo que colaboraba con Adalbert Meingast y trabajaba como asistente de Meinong en la universidad. También mantuvo estrechos contactos con el Laboratorio de Psicología Experimental, fundado por Meinong. En 1912, escribió su tesis para la Habilitación  titulada  Gegenstandstheoretische Grundlagen der Logik und Logistik  ( Fundamentos de la teoría de objetos para la lógica y la logística ) con Meinong como supervisor.
De 1915 a 1918 se desempeñó como oficial en el Ejército Austro-húngaro. Al finalizar la Primera Guerra Mundial, Mally se unió al Partido del Pueblo Alemán Mayor, que llamó a la unificación de Austria Alemana con Alemania. En el mismo período, comenzó a enseñar en la universidad y en 1925 se hizo cargo de la silla de Meinong. En 1938, se convirtió en miembro de la Asociación Nacional de Maestros Socialistas y dos meses después de la Anschluss se unió al partido nacionalsocialista (NSDAP). Continuó enseñando durante la época de la administración nazi de Austria hasta 1942, cuando se retiró. Murió en 1944 en  Schwanberg.

## Trabajo filosófico

### La lógica deóntica de Mally
Mally fue el primer lógico en intentar una axiomatización de la ética (Mally 1926). Usó cinco axiomas, que se dan a continuación. Forman una teoría de primer orden que cuantifica sobre proposiciones. Hay varios predicados que entender primero: ! x significa que x debería ser el caso. Ux significa que x es incondicionalmente obligatorio, es decir, que  !X es necesariamente verdadera. ∩x significa que x está prohibido incondicionalmente, es decir, U (¬x). A f B es la relación binaria A requiere B, es decir, A implica materialmente !B. (Toda  implicación en los axiomas es condicional material.) Está definida por el axioma III, mientras que todos los demás términos se definen como preliminares.
{\displaystyle {\begin{array}{rl}{\mbox{I.}}&((A\;\operatorname {f} \;B)\And (B\to C))\to (A\;\operatorname {f} \;C)\\{\mbox{II.}}&((A\;\operatorname {f} \;B)\And (A\;\operatorname {f} \;C))\to (A\;\operatorname {f} \;(B\And C))\\{\mbox{III.}}&(A\;\operatorname {f} \;B)\leftrightarrow \;!(A\to B)\\{\mbox{IV.}}&\exists U\;!U\\{\mbox{V.}}&\neg (U\;\operatorname {f} \;\bigcap )\end{array}}}
Nótense los cuantificadores universales implícitos en los axiomas anteriores.
El cuarto axioma ha confundido a algunos lógicos porque su formulación no es como hubieran esperado, ya que Mally le dio a cada axioma una descripción en palabras también. Dijo que el axioma IV significa "lo incondicionalmente obligatorio es obligatorio", es decir (como muchos lógicos han insistido) UA →! A. Mientras tanto, el axioma 5 carece de un objeto al que se aplican los predicados, un error tipográfico. Sin embargo, resulta que estas son las preocupaciones más pequeñas de Mally (ver más abajo).

### Fallo de la lógica deóntica de Mally
Teorema: esta axiomatización de lógica deóntica implica que  !X si y solo si X es verdadero o !X no es satisfactorio. (Esto hace que sea inútil para los lógicos deónticos). 
Prueba: Usando el axioma III, el axioma I puede reescribirse como (! (A → B) y (B → C)) →! (A → C). Dado que B → C se mantiene siempre que C se cumple, una consecuencia inmediata es que (! (A → B) → (C →! (A → C))). En otras palabras, si A requiere B, requiere cualquier declaración verdadera. En el caso especial donde A es una tautología, el teorema tiene consecuencias (! B → (C →! C)). Por lo tanto, si al menos una declaración debe ser verdadera, cada declaración debe implicar materialmente debe ser verdadera, y así toda declaración verdadera debe ser verdadera. En cuanto a lo contrario (es decir, si alguna afirmación debería ser cierta, entonces todas las afirmaciones que deberían ser verdaderas), considere la siguiente lógica: ((U →!A) & (A → ∩)) → (U →! ∩) es un caso especial del axioma I, pero su consecuente contradice el axioma V, y así ¬ ((U →! A) & (A → ∩)). El resultado !A → A puede mostrarse a partir de esto, ya que !A implica que U → !A y ¬A implica que A → ∩; y, como ambos no son ciertos, deducimos !A → A.
Mally pensó que el axioma era evidente por sí mismo, pero probablemente lo confundió con una alternativa en la que la implicación B → C es "lógica", lo que de hecho haría que el axioma fuera evidente. El teorema anterior, sin embargo, entonces no sería demostrable. El teorema fue probado por Karl Menger, el siguiente lógico deóntico. Ni los axiomas originales de Mally ni una modificación que evite este resultado siguen siendo populares hoy en día. Menger no sugirió sus propios axiomas. (Consulte también Lógica deóntica para obtener más información sobre el desarrollo posterior de este tema).

### Ontología
Mally desarrolló un enfoque  realista  a la ontología (Mally 1935) y se vio a sí mismo en oposición al Círculo de Viena y a los positivistas lógicos.

## Obras (selección)
- (1926)  Grundgesetze des Sollens. Elemente der Logik des Willens , Graz: Leuschner & Lubensky. Reimpreso en Ernst Mally: "Logische Schriften. Fragmento logístico de Großes - Grundgesetze des Sollens , K. Wolf, P. Weingartner (eds.), Dordrecht: Reidel, 1971, 227–324.
- (1935)  Erlebnis und Wirklichkeit. Einleitung zur Philosophie der Natürlichen Weltauffassung , Leipzig: Julius Klinkhardt.

- Datos: Q90003